# Greg T. Walker
Greg T. Walker (8. srpnja 1951.) američki je glazbenik, uz Rickeya Medlockea osnivač sastava Blackfoot. Od 1970. do 1971. bio je basista sastava Lynyrd Skynyrd.

## Vanjske poveznice
- Stranice sastava Blackfoot
- Stranice sastava Lynyrd Skynyrd